# Cattedrali nei Paesi Bassi
Questa è una lista di cattedrali nei Paesi Bassi.

## Chiesa cattolica
| Città               | Cattedrale                                 | Diocesi                        | Immagine |
| ------------------- | ------------------------------------------ | ------------------------------ | -------- |
| Breda               | Cattedrale di Sant'Antonio di Padova       | Diocesi di Breda               |          |
| Groninga            | Cattedrale di San Giuseppe                 | Diocesi di Groninga-Leeuwarden |          |
| Haarlem             | Cattedrale di San Bavone                   | Diocesi di Haarlem-Amsterdam   |          |
| Roermond            | Cattedrale di San Cristoforo               | Diocesi di Roermond            |          |
| Rotterdam           | Cattedrale dei Santi Lorenzo ed Elisabetta | Diocesi di Rotterdam           |          |
| 's-Hertogenbosch    | Cattedrale di San Giovanni                 | Diocesi di 's-Hertogenbosch    |          |
| Utrecht             | Cattedrale di Santa Caterina               | Arcidiocesi di Utrecht         |          |
| Willemstad, Curaçao | Cattedrale di Nostra Signora del Rosario   | Diocesi di Willemstad          |          |

## Chiesa vetero-cattolica
| Città   | Cattedrale                          | Diocesi                                 | Immagine |
| ------- | ----------------------------------- | --------------------------------------- | -------- |
| Utrecht | Cattedrale di Santa Gertrude        | Arcidiocesi vetero-cattolica di Utrecht |          |
| Haarlem | Cattedrale delle Sante Maria e Anna | Diocesi vetero-cattolica di Haarlem     |          |

## Ex cattedrali
| Città    | Cattedrale                                                                                               | Diocesi                                          | Immagine |
| -------- | --- | ------------------------------------------------ | -------- |
| Utrecht  | Duomo di San Martino cattedrale cattolica di Utrecht fino al 1580, oggi chiesa protestante               | Diocesi di Utrecht                               |          |
| Deventer | Ex-cattedrale di San Livino cattedrale cattolica di Deventer dal 1559 al 1591, oggi chiesa protestante   | Diocesi di Deventer (diocesi soppressa nel 1591) |          |
| Groninga | Ex-cattedrale di San Martino cattedrale cattolica di Groningen dal 1559 al 1594, oggi chiesa protestante | Diocesi di Groninga-Leeuwarden                   |          |
| Haarlem  | Ex-cattedrale di San Bavone cattedrale cattolica di Haarlem fino al 1578, oggi chiesa protestante        | Diocesi di Haarlem-Amsterdam                     |          |